# Dehaanius dentatus
Dehaanius dentatus is een krabbensoort uit de familie van de Epialtidae. De wetenschappelijke naam van de soort is voor het eerst geldig gepubliceerd door Milne Edwards.